# Лакрар, Маэль
Маэль Урида Луизетт Лакрар (фр. Maëlle Ourida Louisette Lakrar; род. 25 мая 2000 или 27 мая 2000, Оранж) — французская профессиональная футболистка, защитник клуба «Реал Мадрид» и национальной сборной Франции.

## Клубная карьера
Сначала она играла на позиции полузащитника в молодёжных командах, затем тренер отодвинул её назад в защиту.
Бывший игрок молодёжной академии Salon BAF, Лакрар присоединилась к женскому клубу 2-го дивизиона «Марсель» в августе 2015 года в возрасте пятнадцати лет. В июле 2018 года она перешла в «Монпелье».
4 июля 2024 года Лакрар стала футболисткой ЖФК «Реал Мадрид».

## Международная карьера
Лакрар — бывший игрок молодёжной сборной Франции, входила в состав сборной Франции до 19 лет, которая выиграла чемпионат Европы 2019 года. Сама Маэль на том турнире попала в символическую сборную лучших игроков.
В феврале 2023 года Лакрар получила свой первый вызов в основную команду на Турнир Франс 2023 года . Она дебютировала 18 февраля 2023 года в матче против Уругвая, завершившемся со счетом 5:1.
В июле 2024 года Лакрар была включена в состав сборной Франции на Олимпийские игры 2024 года.

## Личная жизнь
Маэль является открытой лесбиянкой. Её партнёршей на протяжении нескольких лет является Мари Левассёр, левый защитник «Монпелье».